# Dorling Kindersley
Dorling Kindersley, nota anche come DK Publishing, è una casa editrice britannica.

## Storia

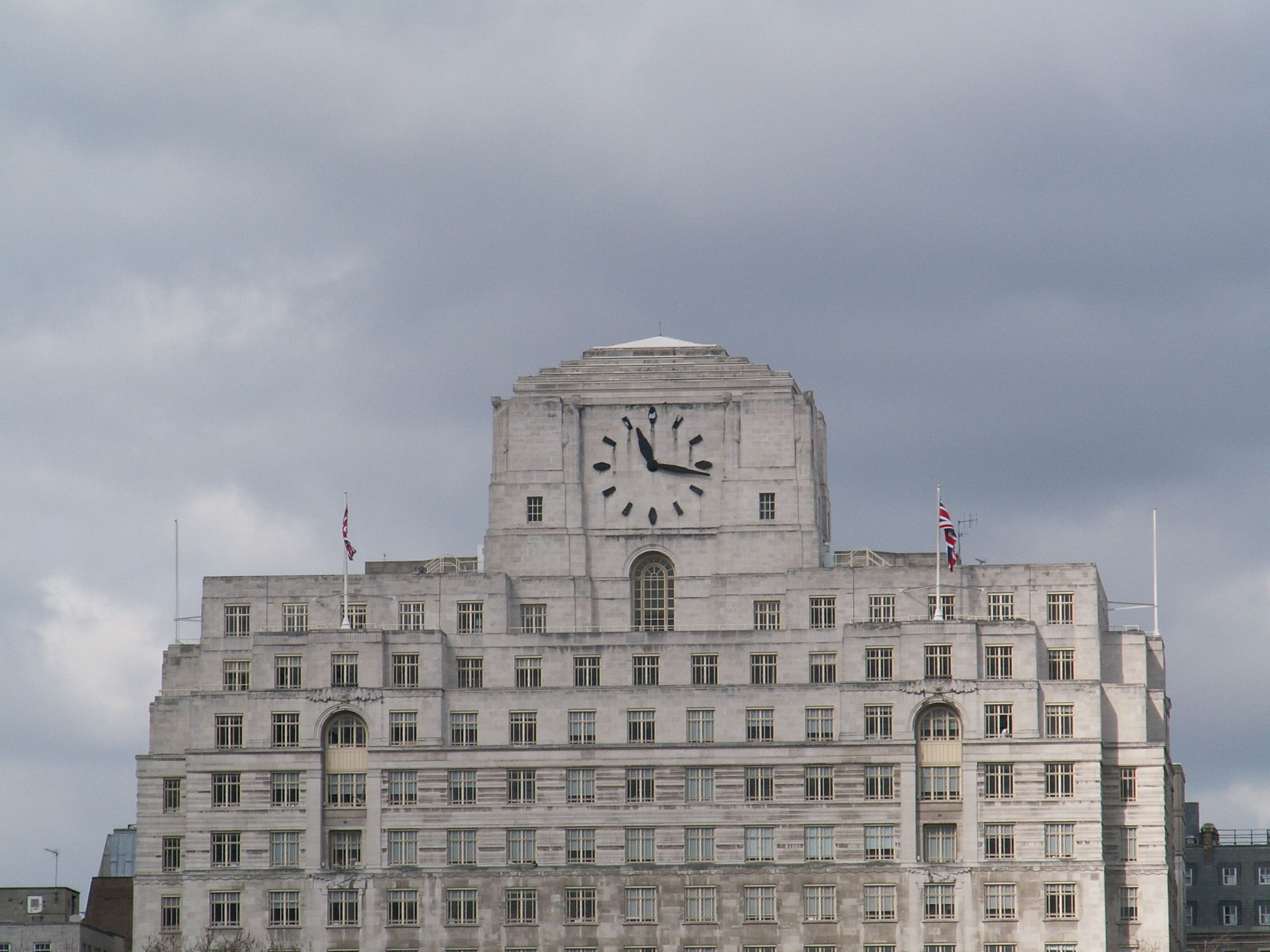
Ufficio della Dorling Kindersley a Londra, nella Shell Mex House, 80 Strand, un edificio degli anni 1930s Art déco facilmente riconoscibile per l'orologio distintivo.

Fondata nel 1974 a Londra da Christopher Dorling e Peter Kindersley, l'azienda si occupò inizialmente di campagne pubblicitarie per libri, passando poi nel ramo editoriale solo nel 1982. Nel 1999 DK entrò in crisi per aver pubblicato 18 milioni di copie di libri dedicati a Star Wars, vendendone però poco più della metà; la società venne allora acquisita da Pearson PLC, divenendo così parte della Penguin Random House.